# 捷克獅獎
捷克獅獎是由捷克影視學院主辦的電影獎項，於1994年開始頒發。

## 獎項
- 最佳電影
- 最佳導演
- 最佳男主角
- 最佳女主角
- 最佳男配角
- 最佳女配角
- 最佳攝影

## 解釋
1. ↑  目前譯為「捷克獅獎」並將其地位逕自作出中文名稱為「捷克金獅獎」、「捷克雄獅獎」。

## 外部連結
- 官方網站 （页面存档备份，存于）（捷克文）（英文）